# سوروبولی

سوروبولی شهری در شهرستان سیبی در استان باله در بورکینافاسوی جنوبی است و جمعیت آن ۶۳۲ نفر است.